# Pierre Ponchardier
Pour un autre résistant, voir Dominique Ponchardier.
Pierre Ponchardier, né à Saint-Étienne le 4 octobre 1909 et mort au Sénégal le 27 janvier 1961 , est un résistant, pilote, commando et contre-amiral français.
En 1945, il est le premier chef de corps du commando SAS Bataillon (SAS B), inspiré du modèle du SAS, stationné en Indochine, futur Commando Ponchardier. En 1956, il crée la demi-brigade de fusiliers marins en Algérie.

## Officier résistant
Pierre Jean Arnaud naît le 4 octobre 1909 à Saint-Etienne (Loire) dans une famille d'industriels. Son père est Arnaud Ponchardier et sa mère Louise Quaglia. Il a un jeune frère, Dominique, né en 1917.

### Formation d'officier

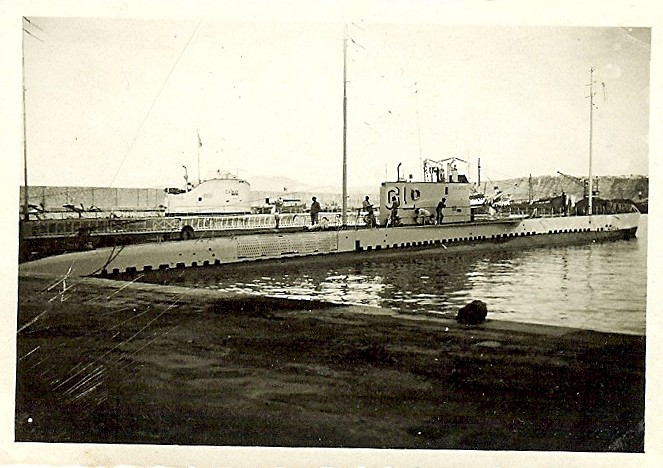
Sous-marin Galatée dans le port d'Oran en 1932.

Après l'École navale à Brest où il entre le 1er octobre 1927, Pierre Ponchardier est affecté au croiseur-école Edgar Quinet, école d'application des enseignes de vaisseau. Il rejoint ensuite de 1930 à 1932, le croiseur Duguay-Trouin, dans les Forces maritimes d'Extrême-Orient. De 1932 à 1934, il est affecté au sous-marin Galatée, basé à Bizerte.
Attiré par l'Aéronautique navale, il suit à partir de 1934 les cours de pilotage à la base d'aviation maritime (BAM) d'Hourtin, alors en Gironde, puis de 1934 à 1935 de l'École d'application de l'Armée de l'air à Versailles.
En 1935, il est pilote dans l'escadrille E7, stationnée à la BAM de Karouba (Tunisie). Lieutenant de vaisseau en 1937, il sert dans l'aéronavale comme chef d'escadrille. Il est affecté au croiseur Lamotte-Picquet.
À la fin de la bataille de France, il refuse la défaite. De Bordeaux où son unité s'est repliée, il embarque avec trente de ses pilotes dans un bateau à destination du Maroc. De 1940 à 1942, il commande l'escadrille 1B, depuis la base d'aéronautique navale de Port-Lyautey.

### Résistance intérieure
De retour clandestinement en métropole en 1941, il prend la relève du capitaine de frégate Nomy dans l'organisation de résistance que celui-ci, repéré, doit quitter en s'envolant pour l'Angleterre.
Il crée le réseau de renseignement « Sosie » avec son frère Dominique Ponchardier.
Il est nommé Compagnon de la Libération par décret du 20 janvier 1946.

## Officier général

### Commandements en Extrême-Orient (1945-1952)

#### Création du commando SAS B
À la fin de la Seconde Guerre mondiale, il part pour l'Asie du Sud-Est à la demande du contre-amiral Henri Nomy, devenu chef de l'aéronautique navale française. Il organise le commando parachutiste d'Extrême-Orient SAS Bataillon, ou SAS B,, inspiré des commandos britanniques éponymes, mais sans lien avec ceux-ci puisque créé après la fin de la Deuxième guerre mondiale. Le SAS B tire ses effectifs de la compagnie parachutiste d'Extrême-Orient, commandée par Jean Merlet, laquelle a également fondé le Commando Jaubert.
Le SAS B est intégré au Corps léger d'intervention en septembre 1945 lors du débarquement de ce dernier à Saïgon. En septembre 1946, ce commando est de retour en métropole pour être dissous, une partie de ses éléments rejoignant le commando Hubert.

#### Commandement de l'aviso Commandant Robert Giraud
Pierre Ponchardier est promu au grade de capitaine de frégate ; il commande le groupe de commandos parachutistes de l'Aéronavale en Extrême-Orient, puis l'aviso Commandant Robert Giraud entre 1947 et 1948.

#### Dinassaut 8
Adjoint au commandement de la Marine sur le Mékong (1948-1950), il commande la Dinassaut 8, basée à Long Xuyên en janvier 1948. Connue comme la « Dinassaut rapide », composée d’hydravions, de 4 ou 2 LCVP, il conduit plusieurs raids dans le golfe de Thaïlande, dans la plaine des Joncs et dans l'ouest de la Vaïco River durant l'année 1948. Il conduit des actions avec une section de marins du Dixmude (ex-HMS Biter), avec la 5e compagnie de la 2e BCCP et les « Crabes » du 1er escadron du 1er REC. Dissoute le 12 mars 1948, reformée le 1er août par le capitaine de corvette Pasquier de Franclieu, le groupe est spécialisé dans les opérations de soutien et d'escorte et basée a Cantho.
Surnommé "Le Ponch", Ponchardier impose son propre style de commandement, employant notamment un klaxon de Ford T pour transmettre les ordres à ses commandos pendant les opérations. 

#### État-major du commandement en Extrême-Orient
Il devient ensuite attaché naval du général commandant les forces armées en Extrême-Orient (1950-1952).

### Commandant en Algérie
De retour d'Asie, il est auditeur au CHEM puis au collège de défense de l'OTAN de 1953 à 1954. Entre 1954 et 55, il commande le porte-avions La Fayette.
De mai à novembre 1956, Pierre Ponchardier est le premier commandant de la demi-brigade de fusiliers marins, située à Nemours en Algérie. Il met en place dans un secteur de 800 km2 dans l'ouest du pays à la frontière algéro-marocaine, les trois bataillons de fusiliers marins engagés dans les opérations terrestres pour sécuriser la frontière.
L'année suivante, il est nommé major général du port de Toulon. En 1957, il reçoit ses étoiles de contre-amiral et commande l'Aéronautique navale en Méditerranée avant d'être nommé sous-chef d'état-major général de la Marine en 1958. Promu vice-amiral en mars 1960, il occupe les fonctions de commandant de la zone maritime d'Atlantique sud et de commandant désigné de la base de Dakar.
Durant son commandement, il meurt avec sa femme le 27 janvier 1961, lorsque le Grumman JRF-5 Goose s'écrase après son décollage du terrain de Tambacounda, son escale au Sénégal, et prend feu. À la suite de cet accident, ce type d'avion est retiré du service.
Les obsèques du couple sont célébrées en la cathédrale de Dakar par Monseigneur Lefebvre et l'inhumation a lieu à Villefranche-sur-Mer.

## Hommages

En 2015, le septième commando marine prend son nom.
Il existe une « rue Pierre-et-Dominique Ponchardier » à Saint-Étienne (quartier de Fauriel) à proximité des anciens bâtiments de Manufrance reconvertis en pôle tertiaire.
Un quai du port de Villefranche-sur-Mer porte son nom : Quai Amiral Ponchardier.

### Décorations
- Grand officier de la Légion d'honneur[9]
- Compagnon de la Libération par décret du 20 janvier 1946
- Croix de guerre 1939–1945 (6 citations)
- Croix de guerre des Théâtres d'opérations extérieurs (10 citations)
- Croix de la Valeur militaire (1 citation)
- Médaille de la Résistance française par décret du 5 juin 1945[10]
- Médaille des évadés